# 野田春美
野田 春美（のだ はるみ）は、日本の言語学者、日本語学者。神戸学院大学人文学部人文学科教授。専門は日本語文法。

## 学歴
- 1986年 東京外国語大学（外国語学部、フランス語）卒業
- 1991年 大阪大学博士課程（文学研究科、日本学(言語系)）単位取得満期退学
- 博士（文学）

## 職歴
- 1991年 - 1993年 大阪大学文学部日本学科助手
- 1993年 - 2000年 園田学園女子大学国際文化学部　講師／助教授
- 2000年4月 - 2004年3月 神戸学院大学人文学部助教授
- 2004年4月 - （現在） 神戸学院大学人文学部教授

## 著書
- 『の（だ）の機能』 くろしお出版 1997年
- 『モダリティ (新日本語文法選書)』 くろしお出版 2002年
- 『ケーススタディ日本語のバラエティ』 おうふう 2005年